# Passade
Passade er en by og en kommune i det nordlige Tyskland, beliggende i Amt Probstei i den nordlige del af Kreis Plön. Kreis Plön ligger i den østlige/centrale del af delstaten Slesvig-Holsten.

## Geografi
Passade er beliggende ved Passader See omkring 11 kilometer nordøst for Kiel.